# Cunningham-Hall X-90
Společnost Cunningham-Hall Aircraft Corporation z Rochesteru ve státě New York byla výrobcem automobilů a také letadel, od svého založení v roce 1928 až do zániku v roce 1948. V roce 1929 představila sportovní dvouplošník Cunningham-Hall X-90.

## Vznik a vývoj
V roce 1928 zahájila společnost Cunningham výrobu letadel jako společnost Cunningham-Hall Aircraft Corporation. Stejně jako v automobilové výrobě byli její inženýři inovativní a v roce 1929 vyrobili dvoukřídlé letadlo X-90, které se vyznačovalo velmi nízkou přistávací rychlostí 62,76 km/h. Byl to lehký dvouplošník smíšeného designu s křídly různých velikostí, vybavený pětiválcovým motorem Walter Vega s 85 k/63 kW.
Tato americká firma se v roce 1929 rozhodla zúčastnit se prestižní Guggenheimovy soutěže bezpečných letounů. Filantrop Daniel Guggenheim (bratr magnáta Solomona Guggenheima) vypsal hlavní odměnu 100 000 USD a 5 vedlejších cen po 10 000 USD pro letouny, které splní několik podmínek. Základní podmínkou bylo, že letoun musel vyhovovat předpisům letové způsobilosti amerického ministerstva obchodu a že dosahovalo rychlosti max. 177 km/h. „Soutěžními“ podmínkami bylo mj., že letoun zvládne řízený a vodorovný let po dobu tří minut s vypnutým motorem rychlostí 56,4 km/h, prokáže stabilitu bez řízení po dobu pěti minut při jakékoli rychlosti letu mezi 72–160 km/h, přistání v rychlosti max. 61,2 km/h, přistát za překážkou 10 m vysokou do 91,4 m a vzlétnout přes tuto překážku s max. délkou startu 152,2 m (STOL). Soutěž byla vyhlášena 30. dubna 1927 a skončila v lednu 1930. Soutěže se zúčastnilo pouze 15 letadel – 14 amerických a jedno britské. Do finále postoupily americký Curtiss Tanager a britský Handley Page (Gugnunc H.P. 39).
Hlavním rysem letadla X-90 byla křídla nového designu, která umožňovala zvýšit vztlak v malých nadmořských výškách. Zkušební pilot Paul Wilson zalétal letoun Cunningham-Hall X-90 na letišti Woodward Field (IATA: CDN, ICAO: KCDN), 2. října 1929.

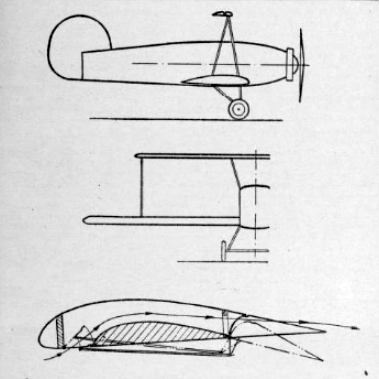
Cunningham-Hall X-90

## Popis letounu
K účasti v soutěži postavila dvoumístný dvouplošník s nestejně velikými křídly tzv. sesquiplan (volně jeden a půl křídla). Horní křídlo, na kterém byla křidélka, bylo výrazně menší (rozpětím a hloubkou) než dolní křídlo. Mezi horním a dolním křídlem resp. trupem byly celkem 4 vzpěry ve tvaru písmena A. Při konstrukci letadla bylo použito trupu letadla Fairchild 21. Letoun byl smíšené konstrukce ze dřeva, plátna a kovu (hliníková slitina a ocel). Letoun byl poháněn pětiválcovým hvězdicovým vzduchem chlazeným motorem Walter Vega a dvoulistou kovovou vrtulí Hamilton.
Originálně bylo řešeno proudění vzduchu kolem spodního křídla. Křídlo prezentované v soutěži mělo profil křídla Clark Y. Bylo k němu přidáno menší pomocné křídlo, jehož náběžná hrana byla posunuta o čtvrtinu hloubky za přední hranou dolního křídla. Spodní, pomocné křídlo mělo variabilní sklon. Zadní část pomocného křídla byla pohyblivá a mohla být vysunuta pomocí kloubu tohoto pomocného křídla. To zvýšilo zakřivení křídla. Když bylo vysunuto, byl mezi ním a povrchem dolního křídla prostor (štěrbina). Byla tak mechanicky měněna plocha povrchu a vztlaku. Při vysunutí se měnila geometrie (profil) křídla a zvyšoval se součinitel vztlaku.

## Použití
Byl postaven pouze jeden letoun pro zmíněnou soutěž. Ve vlastní soutěži bylo letadlo krátce po začátku soutěže diskvalifikováno, protože při předběžné zkoušce nesplnilo podmínku maximální rychlosti. Přestože letoun neprošel touto zkouškou, bylo zjištěno, že jeho systém s variabilním křídlem je dobrým způsobem, jak snížit minimální rychlost. Bylo zajímavé pozorovat, že minimální rychlost ve vodorovném letu s klapkami dolů a otevřenou štěrbinou byla 70,4 km/h, zatímco minimální rychlost při přistání klesla pod 65,6 km/h. Je pravděpodobné, že s vhodným systémem křidélek nebo jiným zařízením pro ovládání vztlaku, by mohla být dosažena ještě nižší minimální rychlost.
Vývoj tohoto letounu po zmíněné soutěži již nepokračoval. Konstruktér Randolph F. Hall později princip tohoto křídla použil při konstrukci výcvikového jednoplošníku Cunningham-Hall GA-36.

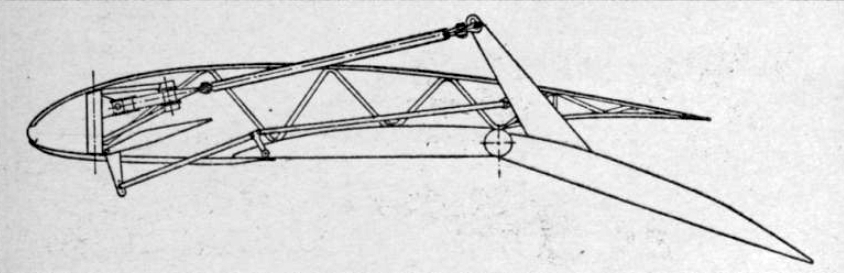
Cunningham-Hall X-90, princip variabilního křídla

## Uživatelé
- USA
  - Cunningham-Hall Aircraft Corporation

## Specifikace

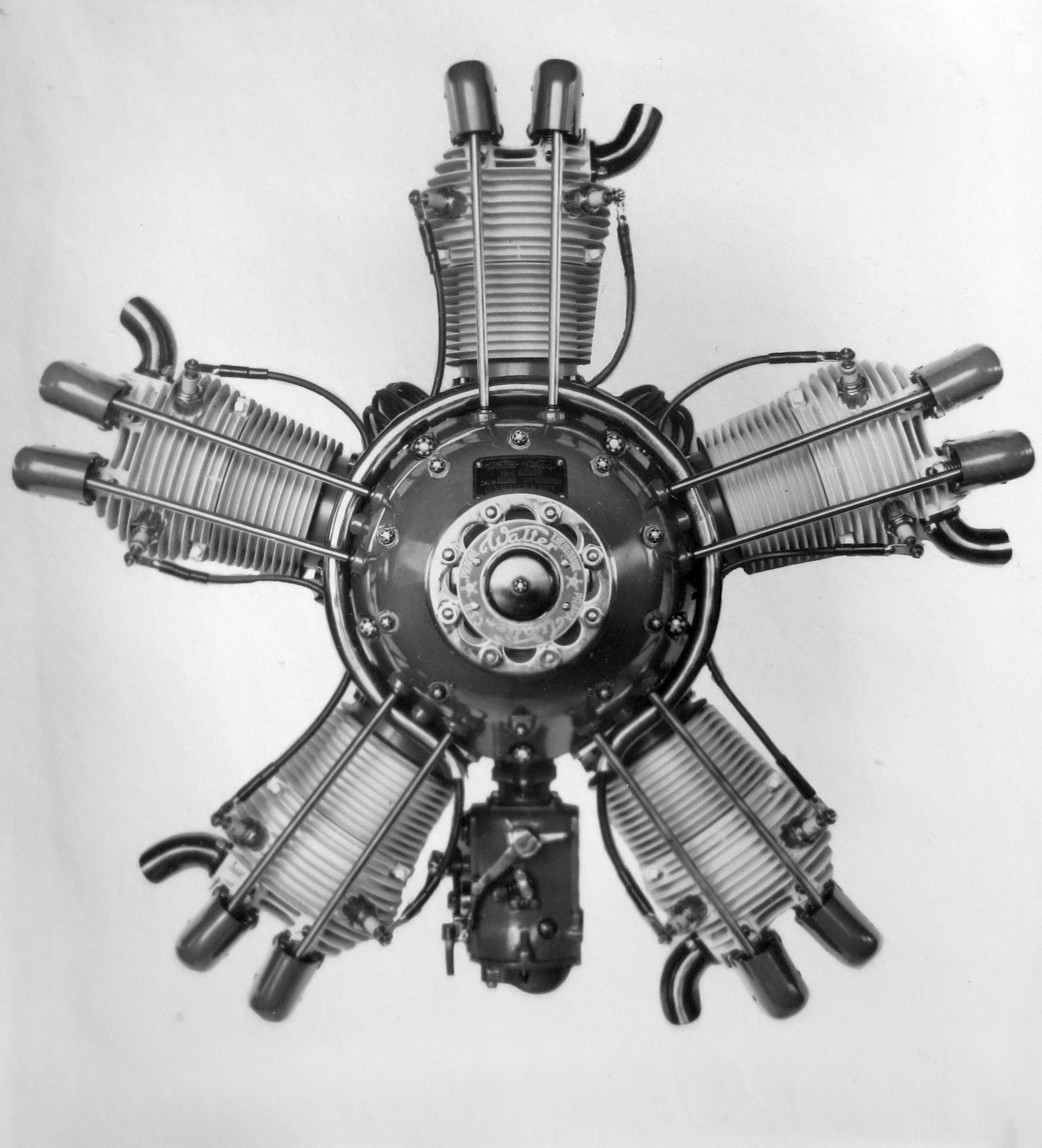
Walter Vega (1929)

Údaje dle

### Technické údaje
- Posádka: 2
- Rozpětí horního křídla: 7,93 m o hloubce 0,60 m
- Rozpětí dolního křídla: 9,15 m o hloubce 1,80 m
- Délka: 6,88 m
- Nosná plocha: 24,15 (horní 4,65 + dolní 14,20 + pomocné 5,30) m2
- Plošné zatížení (horního a dolního křídla): 42,4 kg/m2
- Hmotnost prázdného letounu: 591 kg
- Vzletová hmotnost: 804 kg
- Pohonná jednotka: vzduchem chlazený hvězdicový pětiválcový motor Walter Vega
- Výkon pohonné jednotky:
  - vzletový: 90 k (66,2 kW) při 1800 ot/min
  - jmenovitý: 85 k (62,5 kW) při 1750 ot/min
- Vrtule: dvoulistá kovová Hamilton s pevnými listy

### Výkony
- Maximální rychlost: 150 km/h
- Nejmenší rychlost:  62,76 km/h